# 東京ディズニーランド ディズニー・パーティーエクスプレス!
『東京ディズニーランド ディズニー・パーティーエクスプレス!』（Tokyo Disneyland Disney's Party Express!）は、2001年（平成13年）1月19日 - 5月31日にかけて東京ディズニーランドで開催されたスペシャルイベント『ディズニー・パーティーエクスプレス!』のショーの音源を収録したアルバムである。

## 解説
- トラックは2つあり、トラック1には、ショー開始直前に行われるプレショーの音源が収録されており、そのまま音が途切れることなくメインショーのトラック2に進む。
- CDの中には、ダンスタイム中に踊るダンスの振り付けを記した紙が挿入されている。

## 収録曲
1. ディズニー・パーティーエクスプレス!〜プレショー〜
2. ディズニー・パーティーエクスプレス!
  - オール・アボード　All Aboad!
  - ディズニー・パーティーエクスプレス!　Disney's Party Express!
  - ケイシー・ジュニア　Casey Junior
  - 王様になるのが待ちきれない　I Just Can't Wait to Be King
  - ジッパ・ディー・ドゥー・ダー　Zip-A-Dee-Doo-Dah
  - ひとりぼっちの晩餐会　Be Our Guest